# Esse 850

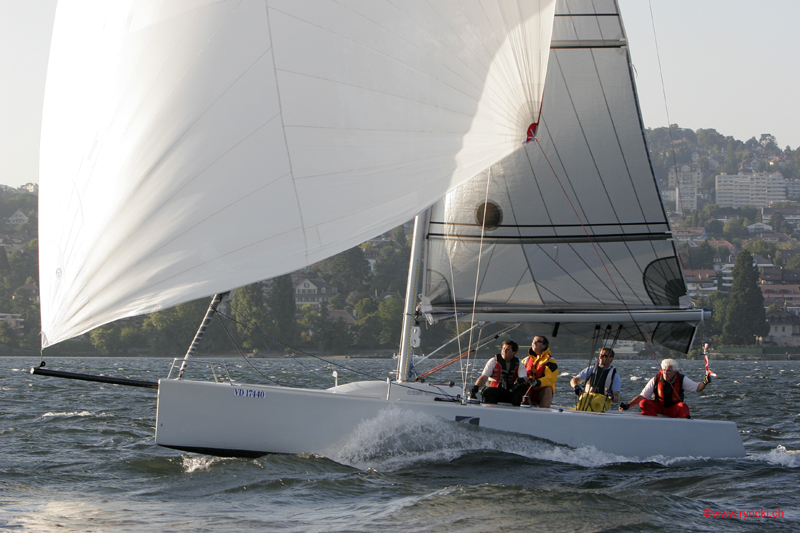
Eine Esse 850 mit gesetztem Gennaker

Die Esse 850 (Bordbeschriftung esse 850) ist eine prämierte Rennyacht des Schweizer Herstellers Schuchter, die auch einhändig gesegelt werden kann.
Ziel des Konstrukteurs Josef Schuchter war es, ein Schiff zu bauen, das alleine gesegelt werden kann und das sowohl bei wenig als auch bei viel Wind stabil und schnell segelt. Zusammen mit Umberto Felci entwarf er die Esse 850, die nach dem Konstrukteur (Esse italienisch für S von Schuchter) und ihrer Länge (850 cm) benannt ist. Das erste Boot wurde im März 2004 eingewassert.

## Erfolge und Auszeichnungen
Bereits eine Woche nach der Einwasserung gewann das Boot sein erstes Rennen (Winterregatta in Lugano), es folgten weitere Gewinne und als Höhepunkt die Plätze 1 und 2 an den Europameisterschaften für Sportboote 2004.

### Auszeichnungen
- 2004 «Europas Yacht des Jahres» in der Kategorie bis 10 m Länge («European Yacht of the Year Award 2004», Nomination durch elf europäische Yachtmagazine, Preisübergabe an der «Boot» Düsseldorf).[2]